# Stenosarina lata
Stenosarina lata är en armfotingsart som beskrevs av Laurin 1997. Stenosarina lata ingår i släktet Stenosarina och familjen Terebratulidae. Inga underarter finns listade i Catalogue of Life.